# Copa senegalesa de futbol
La Copa senegalesa de futbol és la principal competició futbolística per eliminatòries del Senegal i segona en importància, després de la lliga. Fou creada l'any 1961.

## Historial
Font:
| Any  | Campió                         | Resultat          | Finalista                   |
| ---- | ------------------------------ | ----------------- | --------------------------- |
| 1961 | Espoir de Saint-Louis          |                   |                             |
| 1962 | ASC Jeanne d'Arc (Dakar)       | 6-1               | Foyer de Casamance          |
| 1963 | US Rail (Thiès)                | 3-2               | Olympique de Ngor           |
| 1964 | US Ouakam (Dakar)              | 1-0               | Olympique Thiès             |
| 1965 | US Gorée                       | 2-1               | Olympique Thiès             |
| 1966 | AS Saint-Louisienne            | [ 2 ]             |                             |
| 1967 | Foyer France (Dakar)           | 2-1               | US Gorée                    |
| 1968 | Foyer France (Dakar)           | 4-0               | US Gorée                    |
| 1969 | ASC Jeanne d'Arc (Dakar)       |                   |                             |
| 1970 | ASC Diaraf (Dakar)             | 3-1               | Almadies                    |
| 1971 | ASC Linguère (Saint-Louis)     | 3-0               | ASC Diaraf (Dakar)          |
| 1972 | US Gorée                       | 2-1               | ASC Jeanne d'Arc (Dakar)    |
| 1973 | ASC Diaraf (Dakar)             | 2-0               | ASC Jeanne d'Arc (Dakar)    |
| 1974 | ASC Jeanne d'Arc (Dakar)       | 2-1               | ASFA Dakar                  |
| 1975 | ASC Diaraf (Dakar)             | 2-0               | AS Police (Dakar)           |
| 1976 | AS Police (Dakar)              | 3-1               | ASC Diaraf (Dakar)          |
| 1977 | Saltigues Rufisque             | 1-0               | Dial Diop                   |
| 1978 | AS Police (Dakar)              | 3-0               | US Gorée                    |
| 1979 | Casa Sport FC (Ziguinchor)     | 2-0               | ASC Diaraf (Dakar)          |
| 1980 | ASC Jeanne d'Arc (Dakar)       | 1-1 / 1-0         | Casa Sport FC (Ziguinchor)  |
| 1981 | AS Police (Dakar)              | 3-1               | ASC Diaraf (Dakar)          |
| 1982 | ASC Diaraf (Dakar)             | 2-1               | AS Police (Dakar)           |
| 1983 | ASC Diaraf (Dakar)             | 1-0               | AS Police (Dakar)           |
| 1984 | ASC Jeanne d'Arc (Dakar)       | 1-0 (pr.)         | ASC Linguère (Saint-Louis)  |
| 1985 | ASC Diaraf (Dakar)             | 1-0               | ASEC Ndiambour (Louga)      |
| 1986 | AS Douanes (Dakar)             | 1-0               | ASC Jeanne d'Arc (Dakar)    |
| 1987 | ASC Jeanne d'Arc (Dakar)       | 1-0               | SEIB (Diourbel)             |
| 1988 | ASC Linguère (Saint-Louis)     | 1-0               | Saltigues Rufisque          |
| 1989 | US Ouakam (Dakar)              | 1-0               | ASFA Dakar                  |
| 1990 | ASC Linguère (Saint-Louis)     | 1-0               | ASC Port Autonome (Dakar)   |
| 1991 | ASC Diaraf(Dakar)              | 2-1               | ASC Jeanne d'Arc (Dakar)    |
| 1992 | US Gorée                       | 2-1               | ASC Diaraf (Dakar)          |
| 1993 | ASC Diaraf (Dakar)             | 2-0               | ASC Linguère (Saint-Louis)  |
| 1994 | ASC Diaraf (Dakar)             | 1-0               | CSS Richard-Toll            |
| 1995 | ASC Diaraf (Dakar)             | 2-0               | AS Douanes                  |
| 1996 | US Gorée                       | 1-0               | ASEC Ndiambour (Louga)      |
| 1997 | AS Douanes (Dakar)             | 3-1               | ASC Linguère (Saint-Louis)  |
| 1998 | ASC Yeggo (Dakar)              | 1-0               | US Gorée                    |
| 1999 | ASEC Ndiambour (Louga)         | 1-1 pr. (3-0 pen) | SONACOS (Diourbel)          |
| 2000 | Port Autonome (Dakar)          | 4-0               | ASC Saloum (Kaolack)        |
| 2001 | SONACOS (Diourbel)             | 1-0 (pr.)         | US Gorée                    |
| 2002 | AS Douanes (Dakar)             | 1-1 pr. (4-1 pen) | SONACOS (Diourbel)          |
| 2003 | AS Douanes (Dakar)             | 1-0               | ASC Thiès                   |
| 2004 | AS Douanes (Dakar)             | 2-1               | ASC Diaraf (Dakar)          |
| 2005 | AS Douanes (Dakar)             | 1-0               | Dakar UC                    |
| 2006 | US Ouakam (Dakar)              | 1-0               | ASC Médiour (Rufisque)      |
| 2007 | ASC Linguère (Saint-Louis)     | 1-0 (pr.)         | AS Douanes (Dakar)          |
| 2008 | ASC Diaraf (Dakar)             | 1-0               | Stade Mbour                 |
| 2009 | ASC Diaraf (Dakar)             | 1-0               | AS Cambérène                |
| 2010 | Toure Kunda (Mbour)            | 0-0 (5-4 pen)     | US Gorée                    |
| 2011 | Casa-Sports FC (Ziguinchor)    | 1-0               | Toure Kunda (Mbour)         |
| 2012 | ASC HLM (Dakar)                | 0-0 (4-3 pen)     | Renaissance (Dakar)         |
| 2013 | ASC Diaraf (Dakar)             | 1-1 (2-1 pen)     | Casa-Sports FC (Ziguinchor) |
| 2014 | AS Pikine (Pikine)             | 2-1 (pr.)         | Olympique de Ngor           |
| 2015 | Génération Foot                | 4-3 (pr.)         | Casa-Sports FC (Ziguinchor) |
| 2016 | ASC Niarry-Tally (Grand-Dakar) | 3-0               | Casa-Sports FC (Ziguinchor) |
| 2017 | Mbour Petite-Côte FC (Mbour)   | 1-0               | Stade de Mbour (Mbour)      |
| 2018 | Génération Foot                | 2-0               | Renaissance de Dakar        |
| 2019 | Teungueth FC                   | 1-0               | US Gorée                    |